# تود توبياس
تود توبياس (بالإنجليزية: Todd Tobias)‏ هو ملحن ومنتج أسطوانات أمريكي، ولد في 1967.

## وصلات خارجية
- الموقع الرسمي
- تود توبياس على موقع IMDb (الإنجليزية)
- تود توبياس على موقع ميوزك برينز (الإنجليزية)
- تود توبياس على موقع أول ميوزيك (الإنجليزية)
- تود توبياس على موقع ديسكوغز (الإنجليزية)